# ريتشارد كيسي
ريتشارد كيسي (بالإنجليزية: Richard Casey)‏ هو سياسي أسترالي، ولد في 17 ديسمبر 1846 في هوبارت في أستراليا، وتوفي في 1919 في هونولولو في الولايات المتحدة. انتخب عضو المجلس التشريعي ولاية كوينزلاند عن دائرة Electoral district of Warrego ‏ (19 مايو 1888 – 20 مايو 1893).